# Elecciones presidenciales de Ecuador de 2023
Las elecciones presidenciales de Ecuador de 2023 fueron llevadas a cabo el domingo 20 de agosto para elegir al presidente constitucional y vicepresidente constitucional de la República del Ecuador para completar el período constitucional 2021- 2025. Estas elecciones fueron convocadas tras el decreto presidencial del gobierno de Guillermo Lasso en el que se activó un mecanismo constitucional, denominado muerte cruzada, que otorga la facultad para convocar elecciones extraordinarias para renovar la Presidencia, Vicepresidencia y Asamblea Nacional.
Fueron los primeros comicios extraordinarios en Ecuador desde 1940. Asimismo, fueron las primeras elecciones de la historia del país en ser convocadas bajo el mecanismo constitucional del artículo 148 de la Constitución nacional, la muerte cruzada. Por su carácter extraordinario, estas elecciones tuvieron un proceso abreviado. El nuevo presidente y vicepresidente serán posesionados en sus cargos el 23 de noviembre de 2023, tras recibir las credenciales electorales. Además, son las primeras elecciones en la historia que se realizaron bajo un estado de excepción, decretado por el presidente Lasso tras el asesinato de Fernando Villavicencio, uno de los candidatos presidenciales.
Paralelamente a la primera vuelta, se realizaron las elecciones legislativas para completar el periodo constitucional del IV Periodo Legislativo, interrumpido por la muerte cruzada decretada por Lasso. Asimismo, se realizó simultáneamente una consulta popular sobre la continuidad de la explotación petrolera en un bloque del parque nacional Yasuní.
Debido a que ningún binomio logró ser elegido en primera vuelta, el 15 de octubre se realizó un balotaje entre los dos candidatos más votados en la primera vuelta: Luisa González, del Movimiento Revolución Ciudadana; y Daniel Noboa, de la coalición Acción Democrática Nacional, conformada por el Movimiento Pueblo, Igualdad y Democracia y el Movimiento MOVER. En dicho balotaje, Noboa resultó electo, con el 51,83 % de los votos, por lo que asumió el cargo en noviembre de 2023.

## Antecedentes
En las elecciones presidenciales de 2021, Guillermo Lasso fue electo para el periodo 2021-2025. No obstante, en 2023, tras el estallido mediático del Caso Encuentro, en el que salieron a la luz los vínculos del gobierno de Lasso con la mafia albanesa, la Asamblea Nacional empezó a tramitar un juicio político en contra del presidente Lasso, por peculado. Tras una votación aprobatoria, el juicio político contra Lasso se inició el 16 de mayo, con la comparecencia del presidente Lasso ante el parlamento. Sin embargo, al día siguiente, Guillermo Lasso expidió el Decreto 741, que ordena la disolución de la Asamblea Nacional y convocó a elecciones presidenciales y legislativas extraordinarias para completar el período, proceso conocido como muerte cruzada.
El artículo 148 de la Constitución indica que:

La Presidenta o Presidente de la República podrá disolver la Asamblea Nacional cuando, a su juicio, ésta se hubiera arrogado funciones que no le competan constitucionalmente, previo dictamen favorable de la Corte Constitucional; o si de forma reiterada e injustificada obstruye la ejecución del Plan Nacional de Desarrollo, o por grave crisis política y conmoción interna.

Esta facultad podrá ser ejercida por una sola vez en los tres primeros años de su mandato. En un plazo máximo de siete días después de la publicación del decreto de disolución, el Consejo Nacional Electoral convocará para una misma fecha a elecciones legislativas y presidenciales para el resto de los respectivos períodos.

Hasta la instalación de la Asamblea Nacional, la Presidenta o Presidente de la República podrá, previo dictamen favorable de la Corte Constitucional, expedir decretos-leyes de urgencia económica, que podrán ser aprobados o derogados por el órgano legislativo.

El presidente Lasso argumentó la disolución de la Asamblea aduciendo una grave crisis política y conmoción interna, no requiriendo dictamen previo de la Corte Constitucional. Los exasambleístas de la Izquierda Democrática y el Partido Social Cristiano solicitaron a la Corte que se dictamine la inconstitucionalidad del decreto, demandas que fueron inadmitidas por la Corte.

## Desarrollo
Una vez decretada la muerte cruzada, el Consejo Nacional Electoral (CNE) tiene 7 días para convocar a elecciones presidenciales y legislativas. Es así, el 17 de mayo, los consejeros del CNE se reunieron para preparar las nuevas elecciones extraordinarias. En una rueda de prensa, la presidenta del CNE, Diana Atamaint indicó que «en las próximas horas tendremos un calendario electoral coordinado con el Tribunal Contencioso Electoral», para celebrar dichos comicios; además de señalar que el CNE iba a hacer la convocatoria oficial a elecciones, en los próximos días. Al día siguiente, Atamaint informó que la primera vuelta electoral se realizaría el 20 de agosto, y en caso de haber un balotaje, este se daría el 15 de octubre, por lo que tentativamente el nuevo presidente sería posesionado en noviembre del 2023. Además de ello, se convocó al Primer Consejo Consultiva de Organizaciones Políticas para el 23 de mayo.
Para el 22 de mayo, el CNE aprobó unificar la fecha de las elecciones presidenciales y legislativas con la Consulta Popular sobre la prohibición de explotación petrolera en un bloque del Parque Nacional Yasuní, la cual es la primera consulta popular solicitada por la ciudadanía de la historia del país, representada por el Colectivo Yasunidos. De igual manera, durante este proceso electoral, en el Distrito Metropolitano de Quito tendrá lugar una consulta popular sobre la prohibición de la minería metálica en las parroquias del Chocó andino al noroccidente de la ciudad capital. Esta consulta al igual que la del Yasuní, fue convocada por la ciudadanía tras una recolección de firmas, promovida por el colectivo Quito Sin Minería.
Al quedar en firme las 8 candidaturas presidenciales, el CNE decidió adelantar la campaña electoral, iniciando el 13 de julio hasta el 17 de agosto.

### Precandidaturas retiradas

#### Presidente
| Partido | Partido                  | Partido                        | Presidente/a                                                                     | Cargos previos                                   | Razón                                    | Ref.          |
| ------- | ------------------------ | ------------------------------ | -------------------------------------------------------------------------------- | ------------------------------------------------ | ---------------------------------------- | ------------- |
| 1       |                          | Centro Democrático             | Eduardo Maruri Miranda                                                           | Asambleísta constituyente por Guayas (2007-2008) | Endosa candidatura de Otto Sonnenholzner | [ 13 ] [ 14 ] |
| 5       |                          | Revolución Ciudadana           | Jorge Glas Espinel                                                               | Vicepresidente de la República (2013-2018)       | Declina la candidatura                   | [ 15 ]        |
| 5       | Andrés Arauz Galarza     | Revolución Ciudadana           | Ministro Coordinador de Conocimiento (2015-2017)                                 | Designado como candidato a vicepresidente        | [ 16 ]                                   |               |
| 5       | Carlos Rabascall Salazar | Revolución Ciudadana           | Miembro del Frente de Lucha de Transparencia y Lucha contra la Corrupción (2017) | Movimiento escoge a Jorge Glas                   | [ 17 ]                                   |               |
| 12      |                          | Izquierda Democrática          | Dalton Bacigalupo Buenaventura                                                   | Asambleísta por Cotopaxi (2021-2023)             | Descarta su candidatura                  | [ 18 ]        |
| 17      |                          | Partido Socialista Ecuatoriano | Elsa Guerra Rodríguez                                                            | Docente universitaria                            | Endosa candidatura de Yaku Pérez         | [ 19 ]        |
| 18      |                          | Pachakutik                     | Salvador Quishpe Lozano                                                          | Asambleísta nacional (2021-2023)                 | Movimiento decide no inscribir candidato | [ 20 ]        |
| 18      | Leonidas Iza Salazar     | Pachakutik                     | Presidente de la CONAIE (desde 2021)                                             | Descarta su candidatura                          | [ 21 ]                                   |               |
| 21      |                          | Movimiento CREO                | Guillermo Lasso Mendoza                                                          | Descarta su candidatura                          | Presidente de la República (desde 2021)  | [ 22 ]        |

#### Vicepresidente
| Partido | Partido | Partido                  | Vicepresidente            | Cargos previos                                     | Razón                                              | Ref.   |
| ------- | ------- | ------------------------ | ------------------------- | -------------------------------------------------- | -------------------------------------------------- | ------ |
| 6       |         | Partido Social Cristiano | Pedro José Freile Vallejo | Miembro del consejo directivo de SOLCA (2013-2015) | Descartado por incumplimiento de paridad de género | [ 23 ] |
| 16      |         | Movimiento AMIGO         | Gerson Almeida Espinoza   | Pastor evangélico                                  | Descartado por incumplimiento de paridad de género | [ 24 ] |

## Candidaturas
| Partido | Partido                         | Partido                                                                                              | Presidente                  | Presidente                              | Cargos previos                                                                | Vicepresidente                | Cargos previos                                                           | Lema                                      | Ref.   |
| ------- | ------------------------------- | --- | --------------------------- | --------------------------------------- | ----------------------------------------------------------------------------- | ----------------------------- | ------------------------------------------------------------------------ | ----------------------------------------- | ------ |
| 2 17 20 |                                 | Claro Que Se Puede: - Unidad Popular - Partido Socialista Ecuatoriano - Democracia Sí                |                             | Yaku Pérez Guartambel (Ind.)            | Prefecto de Azuay (2019-2020)                                                 | Nory Pinela Morán (Ind.)      | Vicerrectora de la Universidad Ecotec (2022)                             | Somos Ecuador                             | [ 25 ] |
| 4 35    |                                 | Acción Democrática Nacional, ADN: - Pueblo, Igualdad y Democracia - Movimiento MOVER                 |                             | Daniel Noboa Azin (Ind.)                | Asambleísta por Santa Elena (2021-2023)                                       | Verónica Abad Rojas (Ind.)    | Asesora de la Secretaría Técnica Ecuador Crece sin Desnutrición Infantil | Por un Nuevo Ecuador                      | [ 26 ] |
| 5       |                                 | Revolución Ciudadana                                                                                 |                             | Luisa González Alcívar (RC)             | Secretaria de la Administración Pública (2017)                                | Andrés Arauz Galarza (RC)     | Ministro Coordinador de Conocimiento (2015 - 2017)                       | El Resurgir de la Patria (Primera Vuelta) | [ 27 ] |
| 5       | Por El Bien de Todos (Balotaje) | Revolución Ciudadana                                                                                 |                             | Luisa González Alcívar (RC)             | Secretaria de la Administración Pública (2017)                                | Andrés Arauz Galarza (RC)     | Ministro Coordinador de Conocimiento (2015 - 2017)                       |                                           | [ 27 ] |
| 6 3 1   |                                 | Por un País Sin Miedo: - Partido Social Cristiano - Partido Sociedad Patriótica - Centro Democrático |                             | Jan Topić Feraud (Ind.)                 | Empresario                                                                    | Diana Jácome Silva (Ind.)     | Subsecretaria de Empleo y Salarios (2020)                                | Todo va a estar Bien                      | [ 28 ] |
| 8 23    |                                 | Actuemos: - Partido Avanza - Partido SUMA                                                            |                             | Otto Sonnenholzner Sper (Ind.)          | Vicepresidente de la República (2018-2020)                                    | Erika Paredes Sánchez (Ind.)  | Jefa de Alianzas para Latinoamérica y el Caribe de la UNOPS (2020-2022)  | Paz, Plata y Progreso                     | [ 29 ] |
| 16      |                                 | Movimiento AMIGO                                                                                     |                             | Bolívar Armijos Velasco (Ind.)          | Presidente del Consejo Nacional de Gobiernos Parroquiales Rurales (2014-2019) | Linda Romero Espinoza (Ind.)  | Periodista                                                               | Hay que Darle Chance al Pueblo            | [ 30 ] |
| 25      |                                 | Movimiento Construye                                                                                 |                             | Fernando Villavicencio Valencia* (Ind.) | Asambleísta Nacional (2021-2023)                                              | Andrea González Nader (Ind.)  | Ambientalista                                                            | Es Tiempo de Valientes                    | [ 27 ] |
| 25      |                                 | Movimiento Construye                                                                                 | Christian Zurita Ron (Ind.) | Periodista                              | Fernando Vive!                                                                | Andrea González Nader (Ind.)  | Ambientalista                                                            | [ 31 ]                                    |        |
| 33      |                                 | Movimiento RETO                                                                                      |                             | Xavier Hervas Mora (Ind.)               | Empresario                                                                    | Luz Marina Vega Conejo (Ind.) | Presidenta del Patronato de Cotacachi (1996-2009) (2019-2023)            | Seguridad. Obras. Salud.                  | [ 32 ] |

- Fernando Villavicencio fue asesinado antes de las elecciones, el Movimiento Construye acorde a la ley electoral, a través de su directiva, designó a Christian Zurita como su reemplazo.

### Apoyos partidistas
| Partido/Movimiento | Partido/Movimiento             | Alianza                     | Alianza                     | Primera vuelta              | Segunda Vuelta              |
| ------------------ | ------------------------------ | --------------------------- | --------------------------- | --------------------------- | --------------------------- |
| 2                  | Unidad Popular                 |                             | Claro Que Se Puede          | Yaku Pérez                  | Nulo                        |
| 17                 | Partido Socialista Ecuatoriano | No apoya a ningún candidato | Claro Que Se Puede          | Yaku Pérez                  |                             |
| 20                 | Democracia Sí                  | Daniel Noboa                | Claro Que Se Puede          | Yaku Pérez                  |                             |
| 18                 | Pachakutik                     | No participa                | No participa                | Yaku Pérez                  | No apoya a ningún candidato |
| 4                  | Pueblo, Igualdad y Democracia  |                             | Acción Democrática Nacional | Daniel Noboa                | Daniel Noboa                |
| 35                 | Movimiento MOVER               |                             | Acción Democrática Nacional | Daniel Noboa                | Daniel Noboa                |
| 5                  | Revolución Ciudadana           | N/A                         | N/A                         | Luisa González              | Luisa González              |
| 6                  | Partido Social Cristiano       | Por Un País Sin Miedo       | Por Un País Sin Miedo       | Jan Topić                   | Daniel Noboa                |
| 3                  | Partido Sociedad Patriótica    | Por Un País Sin Miedo       | Por Un País Sin Miedo       | Jan Topić                   | No apoya a ningún candidato |
| 1                  | Centro Democrático             | Por Un País Sin Miedo       | Por Un País Sin Miedo       | Jan Topić                   | No apoya a ningún candidato |
| 8                  | Partido Avanza                 |                             | Actuemos                    | Otto Sonnenholzner          | Daniel Noboa                |
| 23                 | Partido SUMA                   |                             | Actuemos                    | Otto Sonnenholzner          | Daniel Noboa                |
| 12                 | Izquierda Democrática          | No participa                | No participa                | Otto Sonnenholzner          | No apoya a ningún candidato |
| 16                 | Movimiento AMIGO               | N/A                         | N/A                         | Bolívar Armijos             | No apoya a ningún candidato |
| 25                 | Movimiento Construye           | N/A                         | N/A                         | Fernando Villavicencio*     | No apoya a ningún candidato |
| 25                 | Movimiento Construye           | N/A                         | N/A                         | Christian Zurita            | No apoya a ningún candidato |
| 33                 | Movimiento RETO                | N/A                         | N/A                         | Xavier Hervas               | No apoya a ningún candidato |
| 21                 | Movimiento CREO                | No participa                | No participa                | No apoya a ningún candidato | No apoya a ningún candidato |

## Campaña electoral

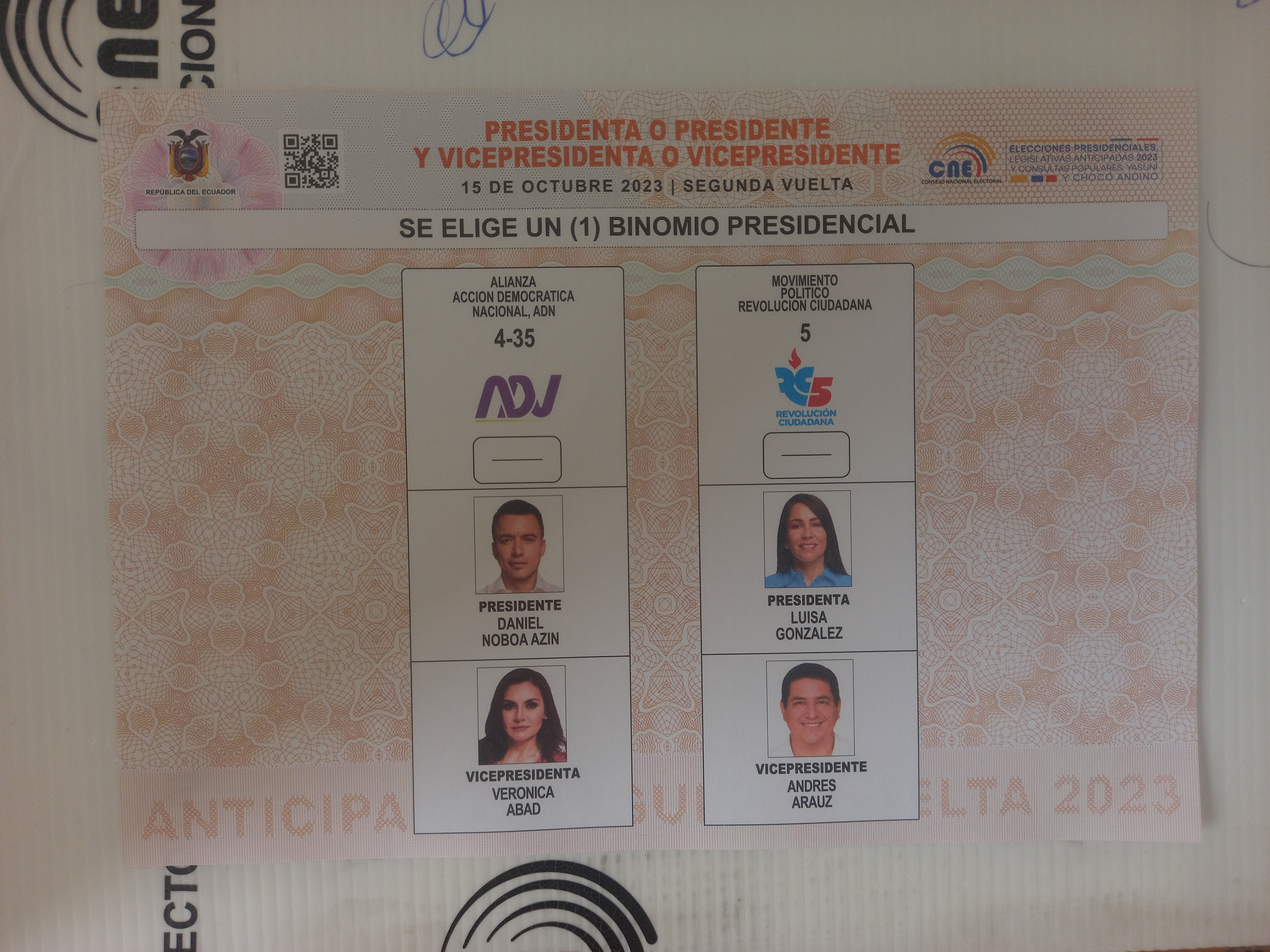
Papeletas de la segunda vuelta

Estas son las primeras elecciones presidenciales extraordinarias de elección popular en Ecuador desde 1940. Además, tienen la particularidad de que siete de ocho binomios presidenciales están compuestos de candidatos independientes y ser las primeras elecciones presidenciales con paridad de género en todos los binomios.
Esta elección es la primera en la historia del país donde un candidato presidencial es asesinado antes de las votaciones de la primera vuelta, ocurriendo con anterioridad el asesinato de Abdón Calderón Muñoz tras la primera vuelta electoral en las elecciones presidenciales de 1978.

### Daniel Noboa (Acción Democrática Nacional)
Daniel Noboa, ex asambleísta e hijo del empresario Álvaro Noboa, se encontraba formando su tienda política propia, llamada Acción Democrática Nacional (ADN), al momento del llamamiento a elecciones. Como su agrupación política aún no está inscrita en el CNE, presentó su candidatura presidencial bajo el patrocinio del Movimiento Pueblo, Igualdad y Democracia y el Movimiento MOVER (ex Alianza PAIS). Dicha coalición política fue inscrita con el nombre de la agrupación política de Noboa. Durante la precampaña, Noboa recorrió el país de forma tradicional, promocionando su imagen en redes sociales, promoviendo el trabajo social y médico realizado por las fundaciones del Grupo Noboa coordinados por su madre Annabella Azín. 
Entre sus principales propuestas, se encuentran: invertir en infraestructura para mejorar las condiciones de los centros penitenciarios, establecer regulaciones para proteger datos personales y capacitaciones y recursos para que el sistema judicial y las fuerzas de seguridad puedan enfrentar y prevenir delitos cibernéticos; no obstante, destaca la ausencia de políticas en su plan de gobierno para combatir el narcotráfico y el crimen organizado. El 17 de agosto, durante una caravana de cierre de campaña, el candidato y su equipo estuvieron expuestos a un enfrentamiento armado en Durán, resultando ileso Noboa tras la actuación de su equipo de seguridad.
Tras un gran desempeño en el debate presidencial, acorde a la opinión de analistas y periodistas, el candidato consiguió una gran cantidad de votos de indecisos, logrando obtener el 2.º lugar en las elecciones, llegando a la segunda vuelta electoral de forma sorpresiva, al ubicarse en los últimos lugares en las encuestas previas a la primera vuelta. Con 35 años, Noboa es el candidato más joven en llegar a un balotaje.
En la etapa de precampaña del balotaje, Noboa empezó a utilizar las cuñas e imágenes de las candidaturas pasadas de su padre Álvaro Noboa por el PRIAN, adaptadas a su imagen. La campaña empezó a utilizar los memes sobre Noboa y la Avena Quaker, debido a que la familia Noboa es la propietaría de la franquicia en Ecuador, superponiendo la cara de Noboa en el logo de Quaker y el equipo del candidato empezó a regalar botellas de la bebida de avena en sus mítines. La campaña de Noboa mantuvo su lema y estrategia para la 2.ª vuelta, realizando mítines masivos y caravanas en cantones no céntricos de la Costa, Sierra y Amazonía, mientras que los asambleístas electos de su alianza se encargaron de realizar la campaña en Quito, Guayaquil y Cuenca.
Noboa utilizó ampliamente las redes sociales de TikTok e Instagram con videos y mensajes cortos de temática cómica, interactuando con los usuarios contestando mensajes y replicando videos realizados por personas no relacionadas con la campaña electoral. Su esposa, Lavinia Valbonesi, tuvo un papel protagónico en la campaña, realizando visitas y labor social en su provincia natal, Manabí, e interactuando de forma constante por la red social TikTok. Al finalizar la campaña electoral, se volvió tendencia en los usuarios de TikTok utilizar impresiones a cuerpo completo de tamaño real de Noboa usados en la campaña para realizar videos cómicos. El cierre de campaña del balotaje, fue realizado en un mitin en Muey, parroquia del Cantón Salinas.
Con su triunfo, Noboa se convierte en el 2.º presidente más joven de la historia del Ecuador con 35 años, superado únicamente por Juan José Flores, 1° Presidente del país, quien tenía 29 años al iniciar su primer período tras la separación de Ecuador de la Gran Colombia. Noboa es el tercer presidente del Ecuador nacido en Estados Unidos y el primer presidente sin afiliación política partidista electo por votación popular desde Galo Plaza Lasso en 1948.

### Luisa González (Revolución Ciudadana)

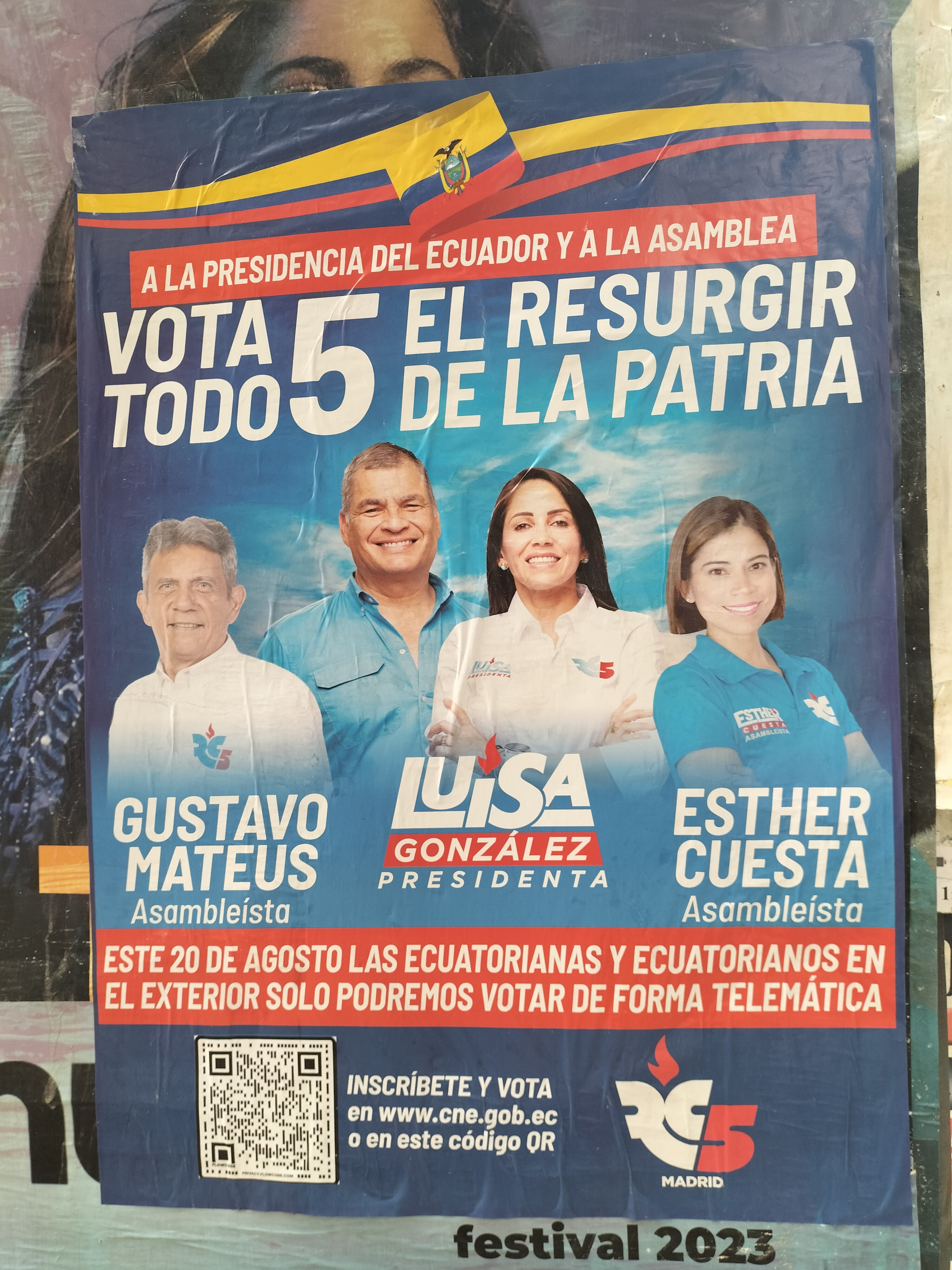
Afiche de Luisa González en Murcia (España).

La candidatura presidencial del Movimiento Revolución Ciudadana (RC) fue originalmente para el exvicepresidente Jorge Glas, pero este declinó la candidatura y nominó a la ex asambleísta por Manabí, Luisa González, como candidata presidencial, siendo esta confirmada por el movimiento. Durante la etapa de precampaña, González se enfocó en recorrer el país junto a su binomio y los candidatos a asambleístas en caravanas en vehículos y bicicletas.
Su estrategia de campaña y cuñas electorales en la primera vuelta, se enfocaron en evocar al gobierno de Rafael Correa, teniendo como eslogan «El resurgir de la patria». Su campaña en redes sociales se enfocó en presentar sus cuñas, teniendo el apoyo de las autoridades seccionales del movimiento y utilizando imágenes producidas por inteligencia artificial de borregos caricaturizados como respuesta a la oposición a su movimiento. Asimismo, promovió su imagen por redes sociales, con una interacción activa con sus seguidores, principalmente mediante la generación de contenido en TikTok. La premisa de su campaña en primera vuelta fue contrastar el gobierno de Correa, con los de Lenín Moreno y Guillermo Lasso, posicionando a Lasso como el adversario político a vencer en la jornada electoral. Su cierre de campaña lo realizó en Guayaquil, con una caravana por las calles de la urbe, finalizando en una concentración en el sector del Cristo del Consuelo.
La principal propuesta de González, ha sido retomar el proyecto político del gobierno de Correa, permitiendo la recuperación de las obras públicas construidas en aquel gobierno y la eficiencia en las instituciones públicas. En el ámbito de la seguridad, ha planteado la declaración de emergencia de la seguridad nacional, invirtiendo en una etapa inicial 500 millones de dólares para dotar a la fuerza pública de los implementos necesarios en la lucha contra la delincuencia; además de realizar una reestructuración de los Ministerios del Interior y de Gobierno, y depurar a las filas de las fuerzas de seguridad.  Otras de sus principales propuestas han sido: la reubicación de la Penitenciaria del Litoral, fuera del perímetro urbano de Guayaquil; la creación de dos universidades, una al sur de Quito y otra en Santo Domingo; y la extensión del metro de Quito a Calderón
González obtuvo el primer lugar en la primera vuelta electoral, convirtiéndose en la primera mujer en la historia del país en pasar al balotaje. En el balotaje, la campaña de González empezó a relacionar la imagen de la candidata con el té de hierbaluisa, como respuesta a la campaña de Noboa y su uso de la Avena Quaker. En la campaña de 2.ª vuelta, González renovó por completo su estrategia, reduciendo el papel de expresidente Correa en esta y de su candidato a vicepresidente, enfocándose en la unidad de los ecuatorianos bajo su nuevo lema de campaña "Por el Bien de Todos", presentándose como la candidata más preparada para asumir la presidencia por su experiencia en el sector público. En la 2.ª vuelta, la campaña de González se enfocó principalmente en realizar conversatorios con jóvenes en universidades y apoyarse en los prefectos y alcaldes de la Revolución Ciudadana para apoyar su mensaje. Luisa González cerró la campaña del balotaje, con un evento multitudinario en Guayaquil.

### Fernando Villavicencio (Movimiento Construye)
El exasambleísta, presidente de la Comisión de Fiscalización, presentó su candidatura presidencial por su movimiento político Gente Buena, sin personería jurídica, recibiendo el auspicio del Movimiento Construye. Su precampaña se ha basado en realizar mítines en diferentes ciudades del país junto a sus simpatizantes y congregaciones con diferentes movimientos ciudadanos. 
Su campaña se ha basado en la lucha contra la corrupción en el país, denunciando los casos de corrupción investigados por la Fiscalía General del Estado ocurridos durante el gobierno de Rafael Correa, prometiendo que encarcelará y perseguirá a los políticos corruptos vinculados a mafias políticos y del narcotráfico, cambiar la institucionalidad del país por considerarla corrupta y cero tolerancia a la corrupción en el sector público como privado. Su retórica ha sido cuestionada por diferentes gremios de empresarios privados, por acusarlos de corruptos sin sustento, de igual manera ha sido cuestionado por acusar a otros candidatos presidenciales de tener vínculos con el correísmo, presentándose como la única opción del anticorreísmo.
El 9 de agosto, el candidato fue asesinado en un atentado con disparos a la camineta de la Policía en donde ingresaba el candidato tras finalizar un mitin político en la ciudad de Quito. Villavicencio es el primer candidato presidencial asesinado en Ecuador desde 1978, siendo victimado durante ese proceso el candidato Abdón Calderón Muñoz.

#### Designación de Christian Zurita como candidato presidencial
Dos días tras el asesinato de Villavicencio, el Movimiento Construye realizó varias consultas al CNE sobre como proceder ante este hecho con su candidatura presidencial. En principio propuso inicialmente a la candidata vicepresidencial Andrea González como el reemplazo de Villavicencio, pero dicha postura recibió cuestionamientos de varios juristas, indicando que la propuesta sería rechazada por el ente electoral, pues ya era candidata, y acorde a la ley, las candidaturas ya registradas son irrenunciables.
El 14 de agosto, el movimiento desistió de presentar a González como candidata e inscribió al periodista Christian Zurita como su candidato presidencial, debido a la cercanía que tenía este con Villavicencio y ser su colaborador en las distintas investigaciones periodísticas sobre la corrupción en el gobierno de Rafael Correa. Zurita no fue permitido participar del debate presidencial efectuado el mismo día de su inscripción al todavía no encontrarse en firme su candidatura, debiendo superar la etapa de impugnación.
La candidatura de Zurita fue impugnada por la RC, al estar afiliado al Movimiento RETO, lo que le impedía ser candidato por otra tienda política; sin embargo, el 16 de agosto, el CNE calificó por unanimidad la candidatura de Zurita, alegando que la afilición de Christian Zurita a RETO es nula.
Debido a las circunstancias, ni el nombre, ni la foto de Christian Zurita no constaron en la papeleta electoral, puesto que ya se había impreso las papeletas con Villavicencio como candidato. No obstante, los votos que recibió el casillero electoral del Movimiento Construye fueron endosados a Zurita.

### Jan Topić (Por Un País Sin Miedo)

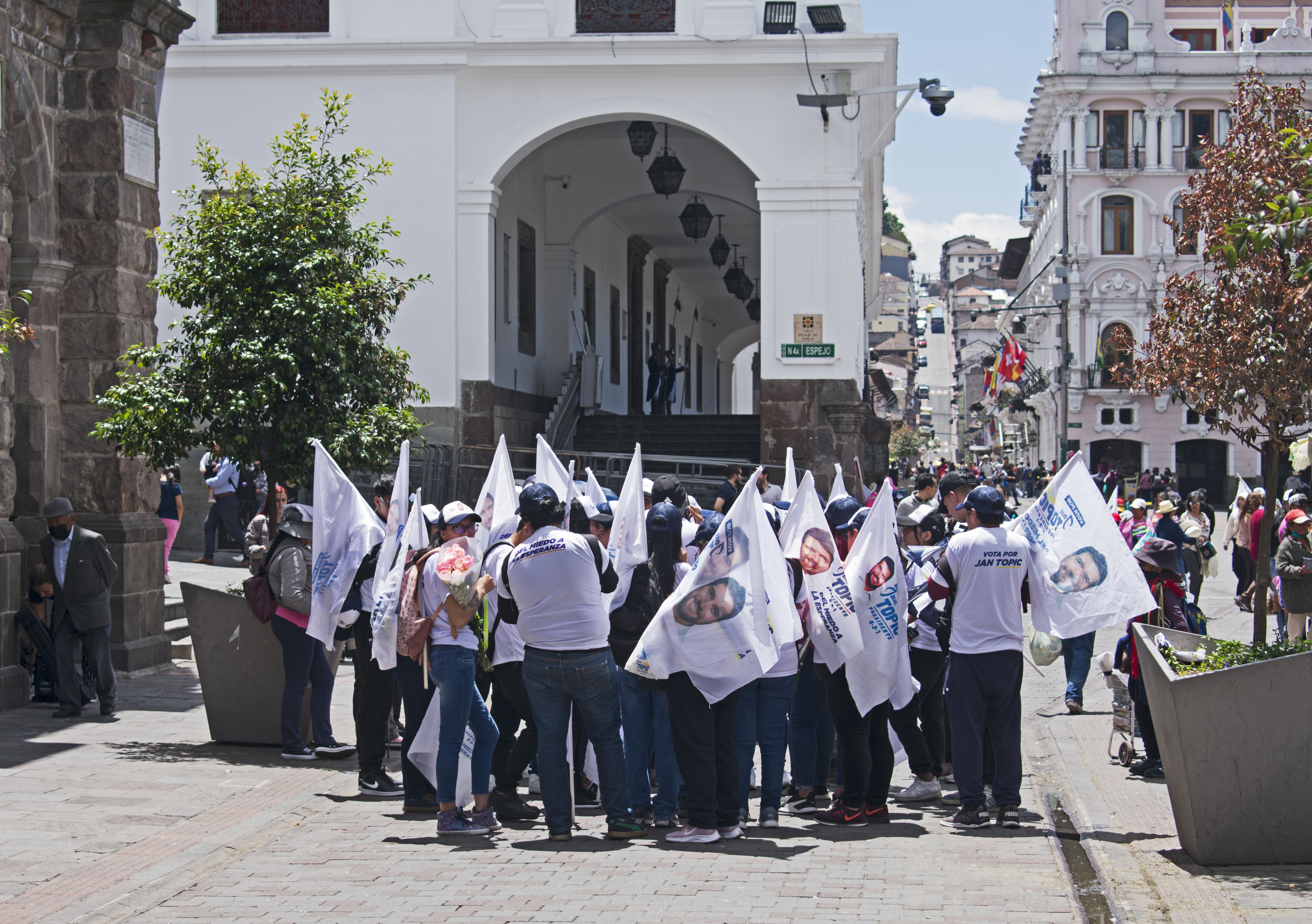
Seguidores de Jan Topić en el centro histórico de Quito.

Jan Topić, fundador de empresas de seguridad, hijo de Tomislav Topić, fundador de la empresa de telecomunicaciones Telconet, ganó reconocimiento público al haber sido nominado por el presidente Guillermo Lasso como Secretario de Seguridad en reemplazo de Diego Ordóñez, no siendo designado por haber surgido cuestionamientos a su nombramiento por las investigaciones realizadas por la Fiscalía General del Estado a él y su padre por los cargos de lavado de dinero en el Caso Odebrecht.
Topić presentó su candidatura en redes sociales, recibiendo inmediatamente el apoyo del Partido Social Cristiano (PSC). Posteriormente, se sumaron el Partido Sociedad Patriótica y el Movimiento Centro Democrático, formando entre las tres tiendas políticas, la coalición Por Un País Sin Miedo. La campaña de Topić se orientó en presentar una imagen de experto en seguridad al ser fundador de empresas especializadas en este ámbito, por haber recibido formación militar en la Legión Extranjera Francesa y haber participado en varios conflictos bélicos, incluyendo la guerra entre Rusia y Ucrania. Es así que, ha basado ampliamente su campaña en la seguridad del país, presentando videos de diagnósticos in situ de las problemáticas asociadas a la inseguridad y al narcotráfico. Por tal motivo, Jan Topić ha sido fuertemente criticado por su desconocimiento sobre otros ámbitos, y su actitud evasiva para hablar de otros temas.
El 19 de julio, protagonizó una polémica, por haber difundido un video en sus redes sociales, en las que aparece fumando cannabidiol, junto a Pedro José Freile, uno de sus principales colaboradores. Inclusive, el máximo líder del PSC, Jaime Nebot, desaprobó aquel video. Posteriormente Topić se disculpó por el hecho en su Twitter. Para el 16 de agosto, el candidato presidencial del Movimiento Construye, Christian Zurita, realizó una denuncia en una rueda de prensa, sobre un supuesto negociado de 30 millones de dólares entre Telconet, de la familia de Jan Topic, y el Municipio de Guayaquil, durante la administración de Cynthia Viteri (del PSC). Por su parte, la familia desvirtuó dicho señalamiento, alegando campaña sucia por parte de Zurita. Jan Topić cerró su campaña, mediante una concentración en el Centro de Convenciones de Guayaquil.

### Otto Sonnenholzner (Actuemos)
El exvicepresidente de Lenín Moreno, Otto Sonnenholzner inscribió su candidatura presidencial, formando una coalición denominada Actuemos, conformada por los partidos Avanza y SUMA; además, contó con el respaldo de una facción de la Izquierda Democrática. Su etapa de precampaña se enfocó en realizar recorridos a las diferentes ciudades del país, realizar conversatorios y promover su imagen por redes sociales, principalmente TikTok e Instagram, presentando un mensaje de unidad y reconciliación, rechazando definirse en ideologías políticas. Eligió como binomio presidencial a Erika Paredes, una excompañera suya, durante sus estudios en Estados Unidos. La nominación de Paredes recibió cuestionamientos de ciertos sectores por haberse desempeñado como asesora en relaciones internacionales del expresidente Rafael Correa. Ante esta coyuntura, Sonnenholzner ha alegado que su equipo de trabajo no es definido por ideologías políticas, sino por la aptitud, coniderando a Paredes como alguien con la capacidad y experiencia para el cargo.
Al ser Sonnenholzner uno de los candidatos más jóvenes de la contienda electoral, una de sus principales estrategias de campaña fue utilizar ese recurso, evocando un cambio generacional en la política ecuatoriana. Realizó caravanas motorizadas y en bicicleta, participando en foros ciudadanos en universidades y mítines, principalmente en la región Costa. Su cierrede campaña fue en el Coliseo Modelo Sport, en Guayaquil. En cuanto a su plan de gobierno, propuso retomar el control de las cárceles del país, a través de una colaboración con el sector privado; promover reformas de leyes para dotar a la fuerza pública de una capacidad; promover la desvinculación de miembros de organizaciones criminales. En el ámbito económico, sus principales propuestas son: impulsar la inversión privada, fomentar la formalización empresarial e incrementar la renta petrolera estatal.

### Yaku Pérez (Claro Que Se Puede)
Yaku Pérez había demostrado su intención de volver a participar en una elección presidencial, apenas culminaron los comicios de 2021. Se desafilió de Pachakutik, creando su propia tienda política, llamada "Somos Agua", la cual no se ha inscrito en el CNE. Poco antes de la convocatoria a elecciones, Pérez había llegado a un pacto con Gustavo Larrea, líder de Democracia Sí, para crear una alianza entre Somos Agua y el movimiento de Larrea que le permita participar. Una vez se realizó la convocatoria a elecciones, Pérez fue uno de los primeros en proclamar su candidatura. A su alianza electoral, se sumaron Unidad Popular y el Partido Socialista Ecuatoriano; formando la coalición Claro Que Se Puede. Pérez anunció a su pareja, Manuela Picq, como coordinadora de campaña, e inició la precampaña con caravanas en bicicleta por Quito y recorriendo las principales ciudades del país presentando a sus candidatos a asambleístas. 
Retomó la campaña en redes sociales de su candidatura anterior, enfocado principalmente en TikTok, Instagram y Facebook. Su campaña se orientó en el ambientalismo, política verde y la justicia social; realizando foros ciudadanos en varias universidades del país, enfocando sus estrategias en buscar el voto de la juventud. Es el único candidato que hizo campaña abiertamente a favor del Sí, en la paralela consulta popular sobre la continuidad de la explotación petrolera en un bloque del Parque Nacional Yasuní. El cierre de campaña de Pérez fue realizado en El Panecillo, en Quito, en un mitin con sus simpatizantes. Su plan de gobierno es el que menos trata sobre medidas para resolver la crisis de seguridad, optando por enfocarse en el desarrollo sostenible, con un enfoque ecologista.

### Xavier Hervas (Movimiento RETO)
Hervas aceptó la invitación del Movimiento RETO para nuevamente participar como candidato presidencial. La etapa de precampaña se ha enfocado en realizar foros ciudadanos en las diferentes ciudades del país y promover su imagen por redes sociales, en particular por TikTok e Instagram. 
Su campaña se basa en presentar un programa denominado Ecuador SOS, Salud Obras y Seguridad, indicando que fomentará que el estado reactive la economía del país y entregue los fondos suficientes para resolver las dificultades del país. Su campaña se vio obstaculizada al inicio por los intentos del movimiento Revolución Ciudadana por impugnar su candidatura ante el Consejo Nacional Electoral y el Tribunal Contencioso Electoral, acusándolo de tener acciones en empresas en paraísos fiscales usando un nombre diferente, impidiéndolo de ser candidato a cualquier cargo público tras ganar la Consulta Popular del 2017, pero estas acusasiones fueron desestimadas por ambos organismos, confirmando su candidatura.

### Bolívar Armijos (Movimiento AMIGO)
El movimiento Fuerza Rural de Armijos, líder rural y expresidente del CONAGOPARE, estableció una alianza con el Movimiento AMIGO para auspiciar su candidatura a la presidencia, indicando que es tiempo que las personas provenientes de la ruralidad sean tomadas en cuenta para los cargos de mayor trascendencia en el país.

## Controversias

### Voto telemático en el exterior
Pese a que las elecciones fueron convocadas 3 meses antes de la primera vuelta, el CNE alegó falta de tiempo para poder realizar un sufragio en recintos electorales en las tres circunscripciones del exterior, por lo que los ecuatorianos en el exterior ejercieron su derecho al voto por primera vez de manera completamente virtual. Desde que el CNE emitió dicha disposición, hubo varios pronunciamientos en contra del voto telemático, puesto que para participar en la votación, había que hacer un registro previo, el cual fue muy poco socializado, debido al corto tiempo entre el llamamiento a elecciones y la jornada electoral. A esto se suma el analfabetismo digital de gran parte de la diáspora ecuatoriana, lo que dificultó aún más la implementación de la votación telemática. Ante todos estos cuestionamientos, la presidenta del CNE, Diana Atamaint, realizó un pronunciamiento el 19 de julio, en el que garantizó «eficiencia técnica, transparencia y seguridad jurídica, para ejercer el derecho al voto». No obstante, para ese entonces, de los 409.250 ecuatorianos del padrón electoral de las circunscripciones del exterior, apenas 35.262 se encontraban inscritos para realizar el voto telemático.
Finalmente, el día de la primera vuelta electoral, apenas empezó la jornada, se registraron un sinnúmero de problemas y errores en la plataforma electoral. Las denuncias de los migrantes ecuatorianos que no podían ejercer su derecho al voto se publicaron masivamente en las redes sociales, principalmente en Facebook y Twitter, incluso hubo personas que realizaron transmisiones en vivo, tratando de hacer efectivo su sufragio sin éxito. Debido a aquello, Diana Atamaint realizó una declaración alrededor de las 10h00, en la que dijo que el CNE revisará reclamos sobre las dificultades en el voto telemático. Sin embargo, las dificultades para acceder al voto persistieron durante todo el día, a pesar del malestar ciudadano. De parte de los observadores internacionales, la OEA exhortó al CNE a solucionar «de manera expedita» los problemas en el voto telemático. No obstante, una vez finalizada la jornada electoral, la presidenta del CNE, Diana Atamaint, justificó los problemas presentados en la plataforma electoral, alegando que el sistema recibió «ataques cibernéticos» y que como medida de protección se adoptaron algunos ajustes en el sistema.
Tras la jornada electoral, menos del 10% del padrón electoral de las circuscripciones del exterior, pudieron ejercer su derecho al voto, por lo que desde varios sectores, se pidió la repetición de las elecciones en el exterior. Se realizaron manifestaciones tanto en los exteriores de la sede del CNE en Quito, como en varias ciudades en el exterior, en las que se exigía repetir las votaciones. A consecuencia de ello, el 25 de agosto el CNE tomó la resolución de anular los resultados de las elecciones en las tres circuscripciones del exterior, ordenando repetir las votaciones legislativas el día del balotaje.

## Resultados
|  | 23,47 % |

|  | 51,83 % |

|  | 33,61 % |

|  | 48,17 % |

|  | 16,37 % |

|  | 14,67 % |

|  | 7,06 % |

|  | 3,97 % |

|  | 0,49 % |

|  | 0,36 % |

|  | 100 % |

|  | 100 % |

- Fernando Villavicencio fue el candidato presente en la papeleta electoral al haber sido estas impresas antes de su asesinato. Todos sus votos fueron adjudicados a Christian Zurita acorde a la ley.[71]